# Tour de France de 1950
O Tour de France 1950 foi a 37º Volta a França, teve início no dia 13 de Julho e concluiu-se em 7 de Agosto de 1950. A corrida foi composta por 22 etapas, no total mais de 4775 km, foram percorridos com uma média de 32,788 km/h.

## Resultados

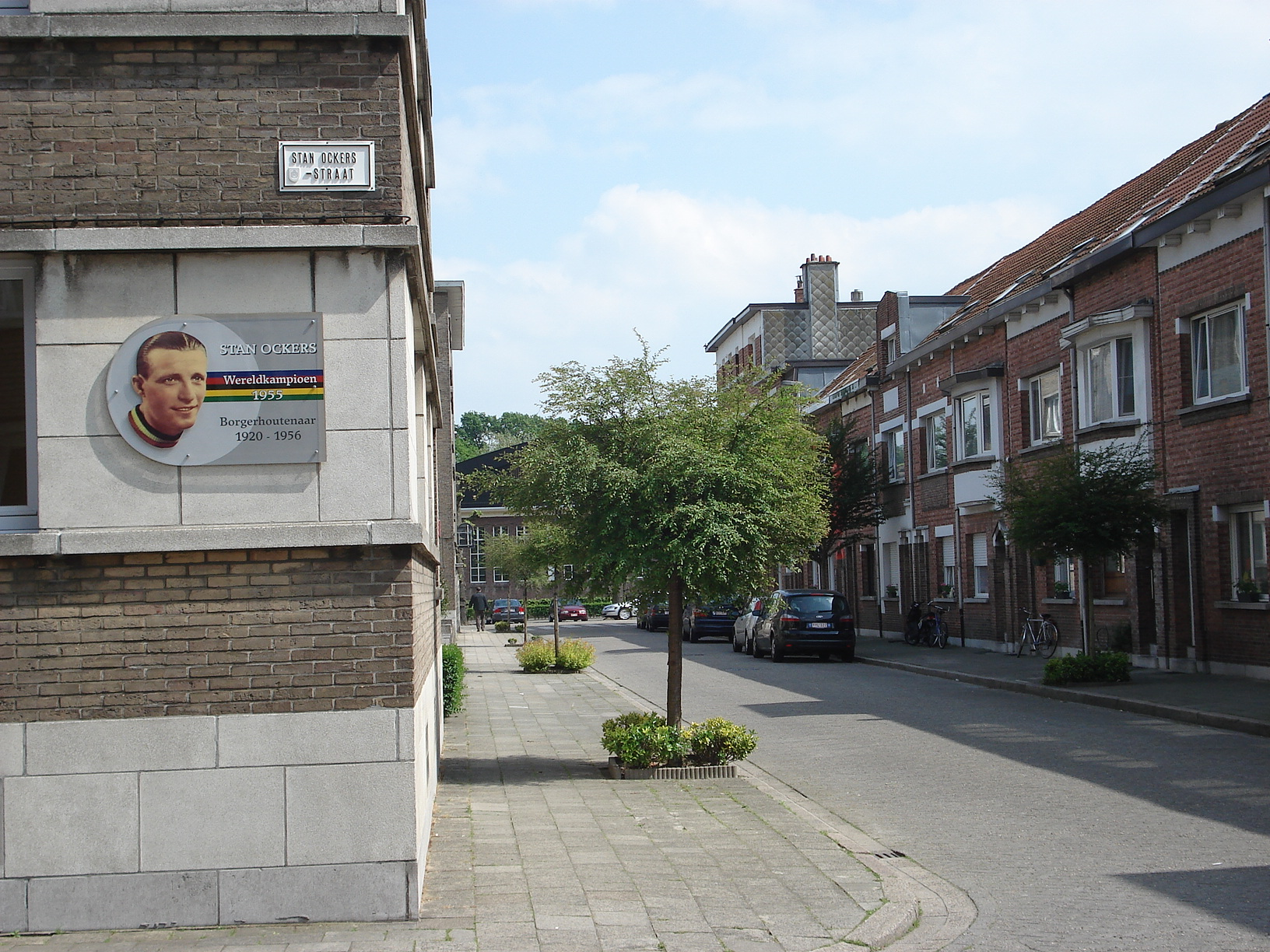
Stan Ockers
ciclista belga (1920-1956)

### Classificação Geral
| Pos | Nome              | País       | Tempo (Avg. Speed)         |
| --- | ----------------- | ---------- | -------------------------- |
| 1   | Ferdi Kübler      | Suíça      | 145h 36' 56" (32,778 km/h) |
| 2   | Stan Ockers       | Bélgica    | 09' 30"                    |
| 3   | Louison Bobet     | França     | 22' 19"                    |
| 4   | Raphaël Geminiani | França     | 31' 14"                    |
| 5   | Jean Kirchen      | Luxemburgo | 34' 21"                    |
| 6   | Kléber Piot       | França     | 41' 35"                    |
| 7   | Pierre Cogan      | França     | 52' 22"                    |
| 8   | Raymond Impanis   | Bélgica    | 53' 34"                    |
| 9   | Georges Meunier   | França     | 54' 29"                    |
| 10  | Jean Goldschmit   | França     | 55' 21"                    |

### Etapas
| Etapa | Percurso                 | km      | Vencedor da etapa | Líder classificação geral |
| 1ª    | Paris - Metz             | 307     | Jean Goldschmit   | Jean Goldschmit           |
| 2ª    | Metz - Lieja             | 241     | Adolfo Leoni      | Jean Goldschmit           |
| 3ª    | Lieja - Lille            | 232     | Alfredo Pasotti   | Bernard Gauthier          |
| 4ª    | Lille - Ruão             | 231     | Stan Ockers       | Bernard Gauthier          |
| 5ª    | Ruão - Dinard            | 316     | Giovanni Corrieri | Bernard Gauthier          |
| 6ª    | Dinard - Saint-Brieuc    | 78 (CR) | Ferdi Kubler      | Jean Goldschmit           |
| 7ª    | Saint-Brieuc - Angers    | 248     | Nello Lauredi     | Bernard Gauthier          |
| 8ª    | Angers - Niort           | 181     | Fiorenzo Magni    | Bernard Gauthier          |
| 9ª    | Niort - Bordeaux         | 206     | Alfredo Pasotti   | Bernard Gauthier          |
| 10ª   | Bordeaux - Pau           | 202     | Marcel Dussault   | Bernard Gauthier          |
| 11ª   | Pau - Saint-Gaudens      | 230     | Gino Bartali      | Fiorenzo Magni            |
| 12ª   | Saint-Gaudens - Perpinhã | 233     | Maurice Blomme    | Ferdi Kubler              |
| 13ª   | Perpinhã - Nimes         | 215     | Marcel Molinès    | Ferdi Kubler              |
| 14ª   | Nimes - Toulon           | 222     | Custodio Dos Reis | Ferdi Kubler              |
| 15ª   | Toulon - Menton          | 206     | Jean Diederich    | Ferdi Kubler              |
| 16ª   | Menton - Nice            | 96      | Ferdi Kubler      | Ferdi Kubler              |
| 17ª   | Nice - Gap               | 229     | Raphaël Géminiani | Ferdi Kubler              |
| 18ª   | Gap - Briançon           | 165     | Louison Bobet     | Ferdi Kubler              |
| 19ª   | Briançon - Saint-Étienne | 291     | Raphaël Géminiani | Ferdi Kubler              |
| 20ª   | Saint-Étienne - Lyon     | 98 (CR) | Ferdi Kubler      | Ferdi Kubler              |
| 21ª   | Lyon - Dijon             | 233     | Gino Sciardis     | Ferdi Kubler              |
| 22ª   | Dijon - Paris            | 314     | Émile Baffert     | Ferdi Kubler              |

CR = Contra-relógio individual
CRE = Contra-relógio por equipes